# Geranium phaeoides
Geranium phaeoides är en näveväxtart som beskrevs av Karl Fritsch och Jenc#ic#. Geranium phaeoides ingår i släktet nävor, och familjen näveväxter. Inga underarter finns listade i Catalogue of Life.